# Consistório Ordinário Público de 1848

## Cardeais Eleitores
| Nº                 | País               | Nome               | Idade              | Cargo                              | Título ou Diaconia                  |
| Cardeais eleitores | Cardeais eleitores | Cardeais eleitores | Cardeais eleitores | Cardeais eleitores                 | Cardeais eleitores                  |
| ------------------ | ------------------ | ------------------ | ------------------ | ---------------------------------- | ----------------------------------- |
| 1                  | Itália             | Carlo Vizzardelli  | 56                 | Prefeito da Congregação de Estudos | Cardeal-presbítero fr São Pancrácio |

## Link Externo
- «Catholic Hierarchy» (em inglês)